# Мальбранк, Стид
Стид Клод Мальбра́нк (фр. Steed Claude Malbranque; 6 января 1980 года в Мускроне, Бельгия) — французский футболист, выступающий на позиции полузащитника.

## Клубная карьера
Начинал карьеру в французском «Лионе». Дебютировал за первую команду в возрасте 18 лет в феврале 1998 года.
Отыграв в клубе 4 сезона, перешёл в английский «Фулхэм». Первый матч за лондонский клуб провёл против «Манчестер Юнайтед». В первом сезоне за «Фулхэм» забил 10 голов. В сезоне 2002/03 стал лучшим бомбардиром команды с 13 голами, что позволило клубу спастись от вылета из Премьер-лиги. 13 мая 2006 года, после неудачных переговоров о продлении соглашения с «Фулхэмом», ему пришлось покинуть клуб. В его услугах были заинтересованы «Тоттенхэм Хотспур», «Рединг», «Мидлсбро», «Вест Хэм Юнайтед», «Манчестер Сити», «Эвертон» и «Ньюкасл Юнайтед».
31 августа 2006 года Мальбранк перешёл в «Тоттенхэм». Всего за клуб он провёл 2 удачных сезона, проведя 62 игры и забив 6 голов. В 2008 году вместе с партнёрами по «Тоттенхэму» Паскалем Шимбонда и Тему Тайнио перешёл в «Сандерленд».
В 2011 году перешёл в «Сент-Этьен». 3 сентября 2011 года в связи с уходом из «Сент-Этьена» появились слухи о завершении карьеры футболиста из-за семейных обстоятельств, однако позже они были опровергнуты самим игроком, который сообщил, что «просто не получал удовольствия от игры в команде».
26 августа 2012 года было объявлено о возвращении в «Лион», в котором начинал карьеру. Игрок достался команде бесплатно, так как являлся свободным агентом.

## Карьера в сборной
Несмотря на то, что Мальбранк родом из Бельгии, он выступал за молодёжную сборную Франции. В 2004 году был вызван в главную сборную Франции, но матчей в ней не проводил.

## Награды
«Тоттенхэм»
- Кубок Футбольной лиги: 2007/08

«Лион»
- Кубок лиги: 2000/01